# Contea di Albany (New York)
Albany è una contea dell'est dello Stato di New York negli Stati Uniti. Il capoluogo è Albany, nonché capitale dello Stato.

## Geografia fisica
La contea si trova in posizione centro-orientale nello Stato. La contea è delimitata ad oriente dal fiume Hudson e a nord-est dal tratto finale del fiume Mohawk fino alla foce nell'Hudson. Il territorio è pianeggiante in prossimità delle valli di questi fiumi per poi elevarsi a sud-ovest in corrispondenza delle propaggini settentrionali delle Catskill Mountains che raggiungono nel territorio della contea la massima elevazione di 658 metri. Nell'area meridionale scorre l'Hannacroix Creek, un affluente dell'Hudson, che alimenta il lago Alcove Reservoir, la principale riserva idrica della città di Albany.
Albany è situata sul fiume Hudson ed è la capitale dello Stato di New York ed il capoluogo di contea.

### Contee confinanti
- Contea di Schenectady - nord
- Contea di Saratoga - nord-est
- Contea di Rensselaer - est
- Contea di Columbia - sud-est
- Contea di Greene - sud
- Contea di Schoharie - ovest

## Storia
Henry Hudson e l'equipaggio dell'Half Moon furono i primi europei a risalire il fiume Hudson nel 1609. Nel 1624 gli olandesi fondarono l'insediamento di Fort Orange che qualche anno dopo fu rinominato Beverwyck. Quando nel 1664 la colonia della Nuova Olanda passò agli inglesi, il villaggio di Beverwyck fu rinominato Albany in onore del duca di York e Albany, il futuro re Giacomo II d'Inghilterra. La contea di Albany venne istituita nel 1683 e comprendeva un territorio enorme a nord delle contee di Dutchess e Ulster. A partire dal 1766 vaste sezioni di territorio vennero separate dalla contea di Albany fino al 1809 quando la contea assunse i confini attuali.

## Comuni

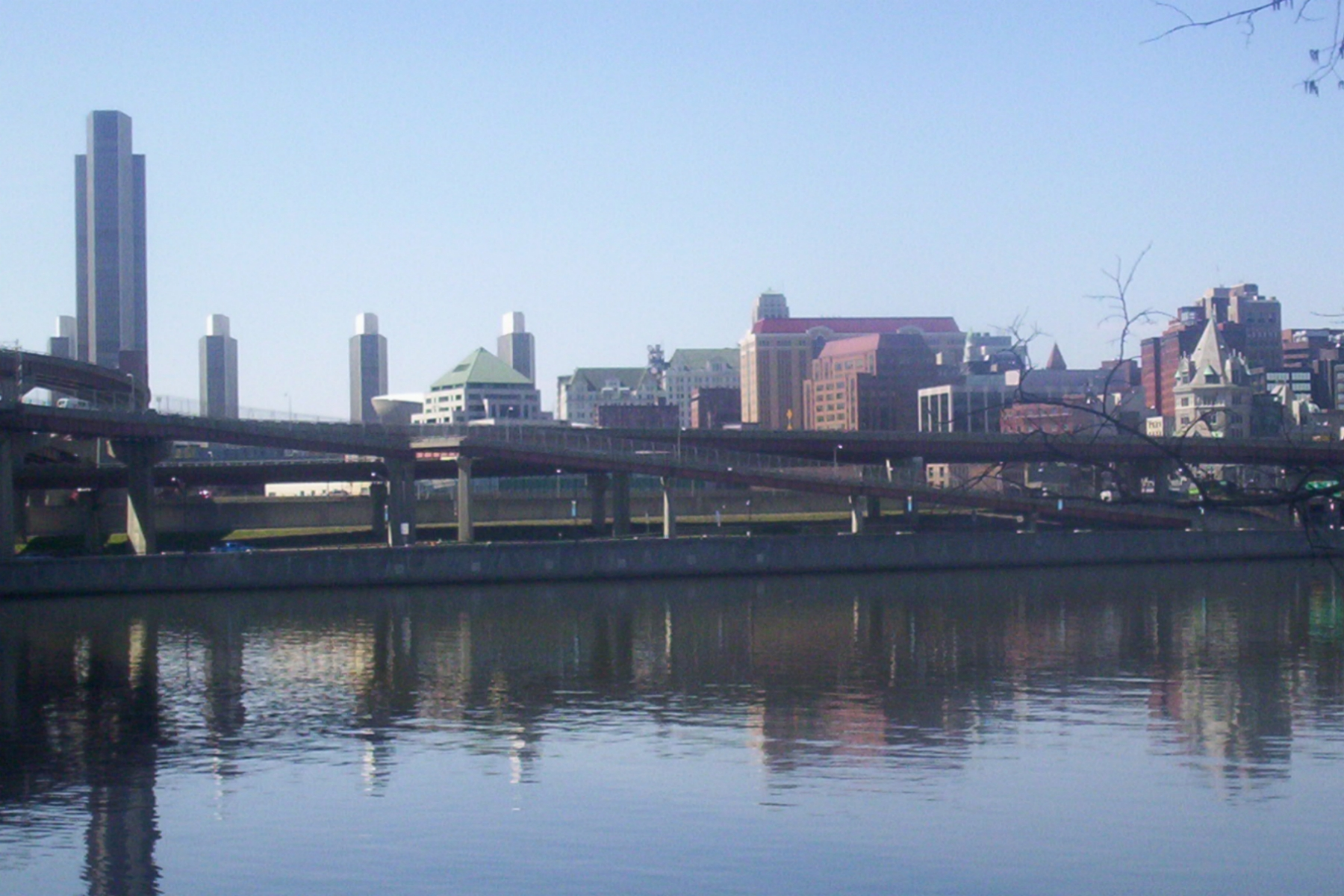
La città di Albany vista dal fiume Hudson.

| - Albany (capoluogo) - city - Altamont - village - Berne - town - Bethlehem - town - Coeymans - town - Cohoes - city - Colonie - town - Green Island - town - Guilderland - town | - Knox - town - Menands - village - New Scotland - town - Ravena - village - Rensselaerville - town - Voorheesville - village - Watervliet - city - Westerlo - town |